# Lorenzo Litta

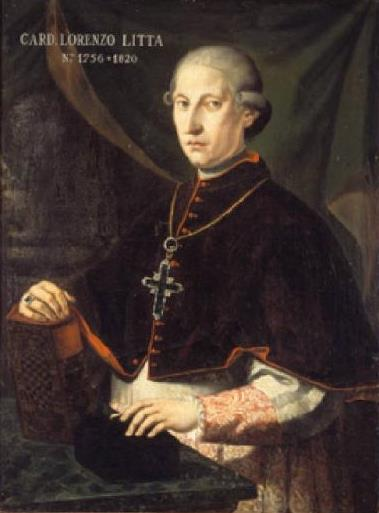
Kardinal Lorenzo Litta (Unbekannter Künstler nach 1820)

Lorenzo Litta (* 23. Februar 1756 in Mailand; † 1. Mai 1820 in Monteflavio) war ein italienischer Kardinal der Römischen Kirche.

## Leben
Der Nachfahre des Kardinals Alfonso Michele Litta studierte bis 1780 Zivil- und Kirchenrecht in Rom. Papst Pius VI. verlieh ihm 1782 den Titel eines Apostolischen Protonotars. Am 6. Juni 1789 empfing Litta das Sakrament der Priesterweihe.
1793 ernannte ihn Pius VI. zum Titularerzbischof von Tebe. Die Bischofsweihe spendete ihm am 6. Oktober 1793 Kardinal Luigi Valenti Gonzaga. Noch im selben Jahr wurde Litta Apostolischer Nuntius in Polen, was er bis 1797 blieb. 1798 versuchte er vergeblich, diplomatische Beziehungen mit dem russischen Zarenhof aufzunehmen. Nach dem Tod Pius’ VI. 1799 reiste er nach Venedig, um Vorbereitungen für das dort stattfindende Konklave zu treffen. Der neue Papst Pius VII. ernannte ihn im November 1800 zum päpstlichen Schatzmeister.
Pius VII. nahm Litta am 23. Februar 1801 als Kardinalpriester der Titelkirche Santa Pudenziana ins Kardinalskollegium auf. Er gab das Amt des Schatzmeisters auf und wurde 1803 Präfekt der Indexkongregation. Da er sich gegen Napoléon Bonaparte stellte, verbot dieser ihm 1810 das Tragen seiner roten Amtskleidung („Schwarzer Kardinal“) und ließ ihn 1813 nach Fontainebleau bringen. Erst im folgenden Jahr konnte Kardinal Litta nach Rom zurückkehren und wurde Präfekt der Kongregation De Propaganda Fide. 1814 wurde er auch Kardinalbischof von Sabina. Nachdem er weitere Ämter an der Kurie übernommen hatte, ernannte ihn Pius VII. am 28. September 1818 zum Kardinalvikar.
Zwei Jahre später starb Kardinal Litta an einem Magenleiden. Er wurde in der Kirche Santi Giovanni e Paolo beigesetzt.